# Lochau
Lochau és una ciutat austríaca, situada a l'estat federat de Vorarlberg a l'oest del país. La ciutat, propera a la frontera d'Alemanya, està situada a la riba del llac de Constança.
| edit               | Ciutats i Districtes (Bezirke) de Vorarlberg | Ciutats i Districtes (Bezirke) de Vorarlberg | Bandera de Vorarlberg |
| Mapa de Vorarlberg | Mapa de Vorarlberg                           | Bludenz \| Bregenz \| Dornbirn \| Feldkirch  |                       |